# Javier Jack
Javier Carlos Jack (n. 26 de marzo de 1983, Quilmes, Provincia de Buenos Aires) es un piloto argentino de automovilismo de velocidad. Iniciado en el ambiente de los kart, contó con una amplia trayectoria en categorías argentinas de nivel zonal y nacional. Se inició en el karting en el año 1990, logrando entre 1998 y 2000 los subcampeonatos de la división Fórmula 2BB. En el año 2001 debutó profesionalmente en la divisional Fiat Uno de la Asociación Standard Mejorado (ASM), compitiendo en ella hasta el año 2007. Compitió también en las categorías TC Rioplatense, TC Pista Mouras, Top Race Junior y TC Mouras. En el año 2013 conquistó su primer título profesional, al proclamarse campeón del TC Rioplatense al comando de un Ford Fairlane.

## Trayectoria
| Año       | Categoría                                 | Marca               |
| --------- | ----------------------------------------- | ------------------- |
| 1990-2000 | Piloto de karts                           | Karting             |
| 2001      | Debut en Asociación Standard Mejorado     | Fiat Uno            |
| 2002-2007 | Asociación Standard Mejorado              | Fiat Uno            |
| 2008      | Debut en TC Rioplatense                   | Ford Falcon         |
| 2008      | Debut en TC Pista Mouras, 1 carrera       | Ford Falcon         |
| 2009      | TC Rioplatense                            | Ford Falcon         |
| 2009      | TC Pista Mouras, 1 carrera                | Ford Falcon         |
| 2009      | Debut en Top Race Junior                  | Chevrolet Vectra II |
| 2010      | TC 4000 Santafesino, 1 carrera            | Ford Fairlane       |
| 2010      | TC Rioplatense                            | Ford Falcon         |
| 2011      | TC Rioplatense                            | Ford Falcon         |
| 2011      | TC Pista Mouras, 2 carreras               | Ford Falcon         |
| 2012      | TC Rioplatense                            | Chevrolet Chevy     |
| 2013      | Campeón TC Rioplatense                    | Ford Fairlane       |
| 2014      | TC Rioplatense                            | Ford Fairlane       |
| 2014      | TC Pista Mouras, 3 carreras               | Ford Falcon         |
| 2015      | TC Pista Mouras                           | Ford Falcon         |
| 2016      | Debut en TC Mouras                        | Ford Falcon         |
| 2016      | Invitado a los 500 km de Olavarría del TC | Ford Falcon         |
| 2017      | TC Mouras                                 | Ford Falcon         |
| 2018      | Debut en TC Pick Up                       | Volkswagen Amarok   |

- [4]

### Resultados completos TC Pista Mouras
| Temporadas             | Temporadas  | Fechas | Fechas | Fechas | Fechas | Fechas | Fechas | Fechas | Fechas | Fechas | Fechas | Fechas | Fechas | Fechas | Fechas | Posición final      |
| Equipo                 | Automóvil   | Fechas | Fechas | Fechas | Fechas | Fechas | Fechas | Fechas | Fechas | Fechas | Fechas | Fechas | Fechas | Fechas | Fechas | Posición final      |
| ---------------------- | ----------- | ------ | ------ | ------ | ------ | ------ | ------ | ------ | ------ | ------ | ------ | ------ | ------ | ------ | ------ | ------------------- |
| 2008                   | 2008        | 01     | 01     | 01     | 02     | 02     | 02     | 03     | 03     | 03     | 03     | 04     | 04     | 04     | 04     | 7.º (2 puntos)      |
| Ventricelli-Lamponi    | Ford Falcon | NP     | NP     | NP     | 1.º    | 1.º    | 1.º    | NP     | NP     | NP     | NP     | NP     | NP     | NP     | NP     | 7.º (2 puntos)      |
|                        |             |        |        |        |        |        |        |        |        |        |        |        |        |        |        |                     |
| 2009                   | 2009        | 01     | 02     | 03     | 04     | 05     | 06     | 07     | 08     | 09     | 10     | 11     | 12     | 13     | 14     | 45.º (1 punto)      |
| Ventricelli-Lamponi    | Ford Falcon | NP     | NP     | NP     | NP     | NP     | NP     | NP     | NP     | NP     | NP     | NP     | NP     | 23.º   | NP     | 45.º (1 punto)      |
|                        |             |        |        |        |        |        |        |        |        |        |        |        |        |        |        |                     |
| 2011                   | 2011        | 01     | 02     | 03     | 04     | 05     | 06     | 07     | 08     | 09     | 10     | 11     | 12     | 13     | 14     | 49.º (7.50 puntos)  |
| JC López Competición   | Ford Falcon | NP     | NP     | NP     | NP     | NP     | NP     | NP     | NP     | 19.º   | NP     | 15.º   | NP     | NP     | NP     | 49.º (7.50 puntos)  |
|                        |             |        |        |        |        |        |        |        |        |        |        |        |        |        |        |                     |
| 2014                   | 2014        | 01     | 02     | 03     | 04     | 05     | 06     | 07     | 08     | 09     | 10     | 11     | 12     | 13     | 14     | 42.º (54 puntos)    |
| A. Garófalo Motorsport | Ford Falcon | NP     | NP     | NP     | NP     | NP     | NP     | NP     | NP     | NP     | NP     | NP     | 11     | 5.º    | Ex.    | 42.º (54 puntos)    |
|                        |             |        |        |        |        |        |        |        |        |        |        |        |        |        |        |                     |
| 2015                   | 2015        | 01     | 02     | 03     | 04     | 05     | 06     | 07     | 08     | 09     | 10     | 11     | 12     | 13     | 14     | 5.º (370.50 puntos) |
| A. Garófalo Motorsport | Ford Falcon | 6.º    | 3.º    | 3.º    | 9.º    | 1.º    | 10.º   | 20.º   | 4.º    | 6.º    | 4.º    | 11.º   | 16.º   | 6.º    | 33.º   | 5.º (370.50 puntos) |

### Resultados completos TC Mouras
| Año                    | Año         | Fechas | Fechas | Fechas | Fechas | Fechas | Fechas | Fechas | Fechas | Fechas | Fechas | Fechas | Fechas | Fechas | Fechas | Fechas | Posición final       |
| Equipo                 | Automóvil   | Fechas | Fechas | Fechas | Fechas | Fechas | Fechas | Fechas | Fechas | Fechas | Fechas | Fechas | Fechas | Fechas | Fechas | Fechas | Posición final       |
| ---------------------- | ----------- | ------ | ------ | ------ | ------ | ------ | ------ | ------ | ------ | ------ | ------ | ------ | ------ | ------ | ------ | ------ | -------------------- |
| 2016                   | 2016        | 01     | 02     | 03     | 04     | 05     | 06     | 07     | 08     | 09     | 10     | 11     | 12     | 13     | 14     | 15     | 12.º (427.50 puntos) |
| A. Garófalo Motorsport | Ford Falcon | 5.º    | 4.º    | 22.º   | 15.º   | 11.º   | 20.º   | 16.º   | 14.º   | 8.º    | 4.º    | 11.º   | 8.º    | 20.º   | 12.º   | 16.º   | 12.º (427.50 puntos) |
|                        |             |        |        |        |        |        |        |        |        |        |        |        |        |        |        |        |                      |
| 2017                   | 2017        | 01     | 02     | 03     | 04     | 05     | 06     | 07     | 08     | 09     | 10     | 11     | 12     | 13     | 14     | 15     | En disputa           |
| A. Garófalo Motorsport | Ford Falcon | 9.º    | 4.º    | 17.ºº  | 8.º    | 4.º    | 1.º    |        |        |        |        |        |        |        |        |        | En disputa           |

### Trayectoria en Top Race
| Temporada | Categoría       | Automóvil           | Equipos         | Posición final  |
| --------- | --------------- | ------------------- | --------------- | --------------- |
| 2009      | Top Race Junior | Chevrolet Vectra II | ORO Racing Team | 39.º (5 puntos) |

## Palmarés
| Título  | Categoría      | Marca         | Año  |
| ------- | -------------- | ------------- | ---- |
| Campeón | TC Rioplatense | Ford Fairlane | 2013 |